# Grovstanäs och Hysingsvik
Grovstanäs och Hysingsvik (före 2023 Grovstanäs, Hysingsvik och Solö, före 2020 Hysingsvik) är en bebyggelse i Norrtälje kommun, Stockholms län. Den ligger mellan Penningby och Furusund vid länsväg 278.
Bebyggelsen Hysingsvik avgränsades av SCB till en småort år 2005. Denna utökades i söder och väster 2015 och 2018 införlivades Solö i öster och den bebyggelsen kom då även att klassas som en tätort. År 2020 namnsattes tätorten av SCB till Grovstanäs, Hysingsvik och Solö. är 2023 delades området i två småorter, denna och Solö

## Befolkningsutveckling
| Befolkningsutvecklingen i Hysingsvik/Grovstanäs, Hysingsvik och Solö 2005–2020 | Befolkningsutvecklingen i Hysingsvik/Grovstanäs, Hysingsvik och Solö 2005–2020 | Befolkningsutvecklingen i Hysingsvik/Grovstanäs, Hysingsvik och Solö 2005–2020 | Befolkningsutvecklingen i Hysingsvik/Grovstanäs, Hysingsvik och Solö 2005–2020 | Befolkningsutvecklingen i Hysingsvik/Grovstanäs, Hysingsvik och Solö 2005–2020 |
| ------------------------------------------------------------------------------ | ------------------------------------------------------------------------------ | ------------------------------------------------------------------------------ | ------------------------------------------------------------------------------ | ------------------------------------------------------------------------------ |
|                                                                                |                                                                                |                                                                                |                                                                                |                                                                                |
| År                                                                             |                                                                                |                                                                                | Folkmängd                                                                      | Areal (ha)                                                                     |
| 2005                                                                           | 2005                                                                           |                                                                                | 53                                                                             | 21#                                                                            |
| 2010                                                                           | 2010                                                                           |                                                                                | 55                                                                             | 23#                                                                            |
| 2015                                                                           | 2015                                                                           |                                                                                | 141                                                                            | 123#                                                                           |
| 2020                                                                           | 2020                                                                           |                                                                                | 213                                                                            | 179                                                                            |
| Anm.: # Som småort.                                                            |                                                                                |                                                                                |                                                                                |                                                                                |

## Grovstanäs
Grovstanäs är den halvö som utgör den västra delen av tätorten. Fornlämningar finns från järnåldern, och området har haft permanenta bosättningar åtminstone sedan 1500-talet, då i form av tre gårdar. Under mitten av 1900-talet styckades flera av gårdarnas ägor till mindre tomter, vilka det byggdes fritidshus på. Detta har lett till att området idag i huvudsak är ett fritidshusområde. De flesta av fritidshusen byggdes runt 1970-talet.  På halvön finns också tre hamnar för fritidsfartyg, vilka ägs och sköts av Grovstanäs Båtklubbs Samfällighetsförening.

## Hysingsvik
Hysingsvik är ett område som innefattar alla fastigheter längs Furusundsvägen (länsväg 278) mellan Penningby och Solö. Området har en ångbåtsbrygga som förr användes för skärgårdstrafik, samt en hamn med plats för ett mindre antal fritidsbåtar. Den gamla ångbåtsbryggan trafikerades redan år 1862 av hjulångaren Ljusterö, men drogs senare in på grund av bristande lönsamhet. Senare har trafiken gått i omgångar av Östanåbolaget och Blidösundsbolaget, fram tills den avvecklades år 1936. En resa mellan Stockholm och Hysingsvik tog ca 4 timmar med ångfartyg.